# Gharmachi 1
Koordinaten: 35° 45′ 0″ N, 36° 43′ 0″ O
Gharmachi 1 ist ein altpaläolithischer Fundplatz, der sich südlich des aus der gleichen Epoche stammenden Fundplatzes Latamne im Nordwesten Syriens befindet. Die Fundstätte liegt etwas über 30 km flussabwärts von Hama am linken Ufer des Orontes in einem als Friwan bekannten Gebiet, unweit des namensgebenden Wadi Gharmachi. Die Artefakte wurden der MIS 12/11 zugeordnet, also einem Alter von 474.000 bis 424.000 (MIS 12), bzw. 424.000 bis 374.000 Jahren (MIS 11). Alle Kerne, Abschläge und Faustkeile befinden sich im Nationalmuseum Damaskus.

## Surveys und Grabungen
Im Oktober 1977 wurde vom Centre national de la recherche scientifique im Rahmen des Forschungsprogramms  L'homme et le milieu dans la région Levantine Quaternaire ein breit angelegter Survey durchgeführt, der das Gebiet zwischen Rastan und der Aacharne-Ebene umfasste. Dabei standen drei Ökozonen, nämlich der mediterrane Westen des Landes, die Steppengebiete und die Wüste im Vordergrund. Anhand der drei Fundorte, die diese Ökozonen repräsentieren sollten, nämlich Nahr el-Kebir, das Orontestal und das Euphrattal, sollten lokale Chronologien miteinander in Beziehung gesetzt werden. Allein im Orontestal fand man an 69 Fundstätten mehr als 4.000 Artefakte. In Gharmachi 1 fanden sich 265 Artefakte, darunter 40 Faustkeile. 1979 und 1981 folgten weitere Grabungen unter Leitung von Francis Hours und Sultan Muhesen, bei denen über 2.000 weitere Artefakte zu Tage kamen. 1977 wurden 17 Sondagen durchgeführt, die meisten der Artefakte wurden aufgelesen. Diese Funde wurden als Anlass genommen, um dort, wo sie sich häuften, zu graben. Dies erfolgte schließlich auf einer Fläche von 237 m² an den Sondagepunkten 1, 2, 14 und 17 bis zu einer Tiefe von einem Meter, zumeist jedoch weniger als 40 cm tief. Artefakte wurden dabei ausschließlich über fluvialem Schotter in Gruben gefunden. Schließlich ließen sich deutliche Fundhäufungen an den Sondagepunkten 6 bis 8 und 15 bis 16 feststellen. An diese Stellen kehrten die beiden Ausgräber 1981 zurück, um an drei Stellen auf 85, 95 und 90 m² Fläche noch einmal gezielt bis zu 30 cm tief zu graben, bis man den fluvialen Schotter erreichte. 
Hours und Muhesen teilten die Funde in vier Serien (A bis D) ein. Bei C und D handelt es sich ausschließlich um Oberflächenfunde, Serie B schien „fortgeschrittener“ zu sein als Serie A. Die rot-braunen Faustkeile der Serie A wurden als näher zu denen von Latamne eingeordnet, da sie groß, verhältnismäßig dick und zugespitzt waren; sie wiesen zudem Spuren erheblicher fluvialer Bewegungen in Form von Abrasionen auf. Somit müssen sie näher am Schotter gelegen haben. Die der Serie B zugeordneten braunen Faustkeile waren eher rund oder mandelförmig, auch sah man intensivere Randbearbeitungen; sie waren deutlich weniger abradiert und wurden womöglich am oberen Rand des von Boden angeschnittenen Schotters zurückgelassen. So wurde die Form eher dem Mittelpaläolithikum zugeordnet. 13 Kerne und 5 Abschläge wiesen alle Anzeichen der Levalloistechnik auf und wurden Serie B zugeschrieben. 

## Geologie, Datierung
Die Schichten im Wadi bestehen zunächst aus einer Mergellage, über der sich bis zu 15 m dicke Schotterlagen absetzten, die sich mit zunehmender Entfernung vom Fluss relativ gleichmäßig vermindern, um nach etwa 4 km gänzlich zu verschwinden. Darüber findet sich holozäner Boden. In den Grabungszonen war der Boden nur 30 cm stark. Die fluvialen Ablagerungen befinden sich heute 30 m über dem Orontes. Ähnlich wie in Latamne datierte man die Fundstätte auf MIS 12/11. 

## Lithische Analyse
2008 berichtete Andrew Douglas Shaw, er habe nur noch sechs Artefakte aus der Grabung von 1981, die der Serie A zugeordnet worden waren, identifizieren können, während die Artefakte von 1979 noch vollständig gewesen wären. Er konnte zwar die Differenzierung der Ausgräber bestätigen, doch waren die Abrasionsunterschiede nicht so signifikant, wie angenommen. Abschläge und Kerne wiesen in Serie B zu 44 bzw. 32 % Abrasionsspuren auf, in Serie A zu 20,56 bzw. 11,76 %. Daher lehnte Shaw die Trennung in Serien ab und untersuchte die Fundstücke gemeinsam. Er nahm an, dass die lithischen Artefakte nicht nur wie beschrieben zurückgelassen worden sein, sondern, dass sie auch in feinkörnigem Schotter gelegen haben könnten. Damit bleibt die Datierung für die stark abradierten Artefakte bestehen, diejenigen, die kaum derlei Spuren aufweisen, müssen undatiert bleiben. Shaw analysierte dementsprechend nur die Artefakte, die keine Lesefunde waren. 
Ähnlich wie in Latamne wurden grobkörniger Chert und Flint aus externer Quelle verarbeitet, womit die angelsächsische Archäologie meist feuersteinhaltiges Material meint. Hinzu kamen vier Quarzitabschläge aus der Grabung von 1979. Der überwiegende Teil stammt allerdings ursprünglich aus dem Schotter des Flusses. 
Wie bei Latamne-Kernen waren die von Gharmachi mittelgroß, denn sie wiesen eine mittlere Maximallänge von 79,7 mm und ein Durchschnittsgewicht von 296,2 g auf. Die Kerne wurden mit 7,9 Abschlägen im Schnitt recht intensiv bearbeitet, doch nur 4,7 % wiesen eine Rate von mehr als 15 Abschlägen auf. Auch wiesen fast zwei Drittel der Kerne ihre ursprüngliche Oberfläche auf, waren also in keiner Weise vorbereitet worden. Im Allgemeinen wurden ab Erreichen einer mittleren Größe die Kerne nicht mehr weiterbearbeitet, um kleine Abschläge zu gewinnen. Dabei ist die Anzahl der Abschlagkerben pro Kern im Mittel noch niedriger als in Latamne, denn sie liegt dort bei 5,5, in Gharmachi 1 jedoch nur bei 3,4. Die Kerne wurden in Gharmachi häufiger bearbeitet, aber dafür weniger intensiv. Dies dürfte mit der tafelartigen Grundform der Ausgangsstücke in Latamne zusammenhängen, die eine andere Herangehensweise nahelegt als bei runderen Formen. 
Im Gegensatz zu den Faustkeilen wurde die Mehrzahl der Abschläge durch harte Hammerschläge gewonnen (77,8 %). Ihr Ausgangsmaterial wurde außerhalb der Fundstelle vorbereitet, ähnlich wie in Latamne. Zwölf retuschierte Abschläge fanden sich in Gharmachi 1. Sie wurden ad hoc bearbeitet.
Die Bearbeitung der Faustkeile unterscheidet sich sehr viel stärker von der in Latamne. So wurden in 28,4 % der Fälle harte Hammerschläge ausgeführt, in 44,6 % der Fälle weiche und in 18,9 % eine Mischung beider Schlagarten. Damit erreichten sie eine deutlich feinere Bearbeitungsstufe. Möglicherweise hängt dieser Eindruck aber auch damit zusammen, dass sie stärker abradiert waren, was wiederum seine Ursache in der Lagerung hat, die die Steine nach dem Gebrauch durchlebten. 32,8 % der Faustkeile weisen keinen Kortex auf, oder sie kennen ihn nur auf einer Seite. Eine rundherum laufende Schneidekante weisen 34,4 % der Faustkeile auf. Spuren einer zweiten Retuschierung gibt es nicht. 
So weichen die Faustkeile von Gharmachi stark von denen von Latamne ab, deren Ausgangsmaterial ziegelartige Stücke waren, während sie in Gharmachi eher rund waren. Dies erfordert von vornherein eine andere Herangehensweise. Die Unterschiede müssen daher nicht auf chronologische oder kulturelle Unterschiede hinweisen.